# 希沙姆·阿拉齊
希查姆·阿拉茲（阿拉伯語：هشام أرازي，直译：「Hicham Arazi」，1973年10月19日—），摩洛哥职业网球运动员。他的職業生涯從1993年底的2007年。左手持拍，於2001年11月5日他達到單打排名最高排名22位。
在其職業生涯，阿拉茲生涯僅獲得一個冠軍，在卡薩布蘭卡，另外曾在2001年蒙地卡羅闖入決賽，負於當代紅土之王古斯塔沃·库尔滕獲得亞軍。

## ATP大師賽

### 亞軍 (1)
| 年度 | 賽事     | 場地 | 決賽對手 | 對手國籍 | 勝方比分      |
| 2001 | 蒙地卡羅 | 紅土 | 库尔滕   | 巴西     | 6–3, 6–2, 6–4 |

## ATP巡迴賽冠軍 (1)
- 1997 (1) - 卡薩布蘭卡

## 外部連結
- 希沙姆·阿拉齊（英文/西班牙文）的官方資料
- 希沙姆·阿拉齊的國際網球總會 職業／青少年 官方資料（英文）
- 希沙姆·阿拉齊的官方資料（英文）